# Corey Yuen
Corey Yuen (Hong Kong, 15 de fevereiro de 1951 – 2022) foi um ator, diretor de cinema e coreógrafo chinês.
Também creditado como Corey Yuen Kwai e Yuen Kwai, integrou a Escola de Ópera de Pequim. Atuou em diversos filmes de cinema de ação de Hong Kong, passando posteriormente a dirigir e coreografar. Em 1986 dirigiu No Retreat, No Surrender, seu primeiro filme fora do Hong Kong, iniciando sua carreira internacional. Como diretor destacam-se também The Transporter, A Dinastia da Espada e DOA: Dead or Alive.
Como encarregado das cenas de ação, trabalhou em Lethal Weapon 4, X-Men, Transporter 2 e Transporter 3. Participou com o ator Jet Li tanto nas produções em Hong Kong, como nos Estados Unidos, entre elas: Fong Sai-yuk , Fong Sai-yuk II, Romeo Must Die, Kiss of the Dragon, The One, Cradle 2 the Grave e Os Mercenários.